# George Ripley (transcendentalist)
George Ripley, född 3 oktober 1802 i Greenfield, Massachusetts, död 4 juli 1880 i New York City, New York, var en amerikansk unitarisk präst, journalist och litteraturkritiker. Han var anhängare av transcendentalismen. Han grundade ett kortlivat utopiskt samhälle, Brook Farm, i West Roxbury, Massachusetts.
Han föddes i Greenfield, Massachusetts. Hans far övertalade honom att gå på Harvard College och han tog sin examen där 1823. Han fortsatte sedan på Harvard Divinity School och gifte sig med Sophia Dana. Kort därefter blev han kyrkoherde på Purchase Street Church i Boston, där han började ifrågasätta sin traditionella unitariska tro. Han blev en av grundarna av Transcendentala klubben och höll det första officiella mötet i sitt hem. Kort därefter slutade han att arbeta som präst och började praktisera sin transcendentaliska tro genom att grunda ett experimentellt samhälle kallat Brook Farm. Samhället kom senare att baseras på Charles Fouriers verk, men lyckades aldrig få en stabil ekonomi.
Efter misslyckandet med Brook Farm anställdes Ripley av Horace Greeley på New York Tribune. George Ripley publicerade New American Cyclopaedia 1857–1863, vilket gav honom framgång. 

## Ungdomsår och utbildning
Ripleys anfäder hade bott i Hingham, Massachusetts i 140 år innan Jerome Ripley 1789 flyttade med sin familj till Greenfield, Massachusetts, en stad i delstatens västra del. Han ägde en diversehandel och en krog, och var en betydande person i samhället.  Sonen George Ripley föddes i Greenfield den 3 oktober 1802, som familjens nionde barn.
George Ripleys barndomsår var i hög grad påverkade av kvinnor, den bror som var närmast honom i syskonskaran var 13 år äldre, och George uppfostrades av sin konservativa mor, som var en avlägsen släkting till Benjamin Franklin, och sina systrar. Han skickades till en privatskola i Hadley, Massachusetts för att förbereda sig för college. Innan han började college bodde han i Lincoln hos en avlägsen släkting vid namn Ezra Ripley, som också var en ingift farbror till Ralph Waldo Emerson. Ripley ville gå på det religiöst konservativa Yale University, men hans unitariska far fick honom att gå på Harvard College, där den liberala unitarismen frodades. Ripley var en duktig och hängiven student, men han var inte populär bland de andra studenterna på grund av sin auktoritetstro. Han tog administrationens sida vid en studentledd protest mot dålig skolmat och hans försök att ena de båda sidorna ledde till hån från de andra eleverna. Ripley började arbeta som lärare i Fitchburg under vinterlovet i slutet av sin utbildning. Han tog sin examen 1823.
Under tiden i skolan kände Ripley att han inte längre hade något band till Greenfield. Han hoppades att han skulle kunna börja studera på Andover men fadern övertalade honom att stanna i Cambridge och gå på Harvard Divinity School. Han tog sin examen där 1826. Ett år senare, den 22 augusti 1827, gifte han sig med Sophia Dana, något som han till en början höll hemligt för familjen. Han bad systern Marianne att berätta detta för dem en kort tid därefter.

## Åren som präst
Ripley blev präst i Purchase Street Church i Boston den 8 november 1826 och var inflytelserik i utvecklingen av den unitariska religionen. De första 10 åren var lugna och händelselösa, men i mars 1836 publicerade Ripley en lång artikel kallad "Schleiermacher as a Theologian" i Christian Examiner. I artikeln hyllade Ripley Schleiermachers försök att skapa en "hjärtats religion" grundad på intuition  och personlig gemenskap med Gud. Senare samma år publicerade han en recension av den brittiska teologen James Martineaus The Rationale of Religious Enquiry i samma tidning. I recensionen anklagade Ripley den unitariska kyrkans äldste att vara intoleranta då de krävde tro på mirakel som ett krav för medlemskap i deras kyrka. Andrews Norton, som var en av den tidens ledande teologer, svarade på denna kritik och menade att om man inte trodde på mirakel så förnekade man kristendomens sanning. Norton, som tidigare varit Ripleys lärare på Divinity School och hade av många kallats den "envisa unitariska påven" inledde en offentlig strid mot Ripley i Boston Daily Advertiser den 5 november 1836, där han i ett öppet brev anklagade Ripley för att vara akademiskt och professionellt inkompetent. Ripley svarade att kräva mirakeltro var att kräva fysiska bevis gällande andliga frågor och att tro inte kräver yttre bekräftelse; men Norton och mittenfåran inom unitarismen menade att detta var liktydigt med kätteri. Denna konflikt låg till grund för splittringen mellan den mer extrema transcendentalismen från dess liberala unitariska rötter. Debatten mellan Norton och Ripley, som vann anhängare på båda sidor, fortsatte fram till 1840.

## Transcendentala klubben
Ripley träffade Ralph Waldo Emerson, Frederick Henry Hedge och George Putnam i Cambridge, Massachusetts den 8 september 1836 för att diskutera bildandet av en ny klubb. Tio dagar senare, den 18 september 1836, höll Ripley deras första officiella möte i sitt hem. Bronson Alcott, Orestes Brownson, James Freeman Clarke, Convers Francis, Frederick Henry Hedge och Ralph Waldo Emerson var med på detta första möte. Senare skulle även Henry David Thoreau, William Henry Channing, Christopher Pearse Cranch, Sylvester Judd och Jones Very ansluta sig. Klubbens kvinnliga medlemmar var Sophia Ripley, Margaret Fuller och Elizabeth Peabody.
Gruppen planerade in sina möten vid tidpunkter då Hedge kom på besök från Bangor, Maine, vilket ledde till att gruppen till en början kallades "Hedgeklubben". Namnet Transcendentala klubben kom från allmänheten, inte klubbmedlemmarna själva. Hedge skrev att det inte var en klubb i egentlig mening, utan bara några möten mellan likasinnade, något som ledde till smeknamnet "De likasinnades brödraskap". Ripley började 1839 att redigera Specimens of Foreign Standard Literature: fjorton volymer av översättningar som syftade till att demonstrera de transcendentala tankegångarnas bredd.

## Brytningen med kyrkan
Paniken 1837 ledde till att många började kritisera sociala organisationer. Ripley gav det året en predikan kallad "The Temptations of the Times", där han menade att landets främsta problem var en tygellös jakt och en extravagant dyrkan av rikedom. Han hade blivit tillsagd att undvika kontroversiella ämnen i sina predikningar, men Ripley menade att en om präst inte skulle kunna uttala sig om alla möjliga ämnen, så gjorde han varken sig själv eller den sanning han är bunden att förmedla rättvisa. I maj 1840 ville han sluta som präst i Purchase Street Church, men övertalades att stanna. Han insåg dock ganska snart att han ville överge prästyrket helt och hållet och den 3 oktober 1840 höll han en föreläsning på 7300 ord, kallad Letter Addressed to the Congregational Church in Purchase Street, där han uttryckte sitt missnöje med unitarismen.
Tack vare Specimens-översättningarna, fick Ripley i uppgift att bli redaktör för den transcendentala tidskriften The Dial vid dess start, tillsammans med Margaret Fuller. 
Förutom att ha ansvaret för distribution, prenumerationer, tryckning och ekonomin, bidrog Ripley även med essäer och recensioner.. I oktober 1841 slutade han på The Dial då han förberedde sig för att bo i kollektiv. Till Emerson sade han att även om han var glad att se alla de transcendentala tankarna i tryck så skulle han inte vara riktigt lycklig utan att ha försökt att realisera dem.

## Fotnoter
Den här artikeln är, helt eller delvis, en översättning från engelskspråkiga Wikipedia, där anges följande noter:
1. 1 2  Golemba, 15
2. ↑  Crowe, 3
3. 1 2 3  Rose, 49
4. ↑  Ehrlich, Eugene and Gorton Carruth. The Oxford Illustrated Literary Guide to the United States. New York: Oxford University Press, 1982: 48. ISBN 0-19-503186-5
5. ↑  Golemba, 16
6. ↑  Crowe, 14
7. ↑  Golemba, 18
8. ↑  Crowe, 26
9. ↑  Golemba, 19
10. ↑  Crowe, 27
11. ↑  Crowe, 24–25
12. ↑  Crowe, 29
13. ↑  Golemba, 22
14. ↑  Crowe, 40–41
15. ↑  Golemba, 26
16. ↑  Felton, 123
17. ↑  Packer, 54
18. ↑  Rose, 51
19. 1 2  Delano, 5
20. ↑  Hankins, 30
21. ↑  Delano, 7
22. 1 2  Packer, 47
23. ↑  Hankins, 23
24. ↑  Gura, 7–8
25. ↑  Buell, Lawrence. Emerson. Cambridge, Massachusetts: The Belknap Press of Harvard University Press, 2003: 32. ISBN 0-674-01139-2
26. ↑  Gura, 5
27. ↑  Golemba, 50
28. ↑  Delano, 8
29. ↑  Packer, 84
30. ↑  Delano, 9–10
31. ↑  Golemba, 58–59
32. ↑  Slater, Abby. In Search of Margaret Fuller. New York: Delacorte Press, 1978: 61–62. ISBN 0-440-03944-4
33. ↑  Golemba, 59
34. ↑  Packer, 119
35. ↑  Golemba, 60